# 11 september 2001: De dag dat de wereld kantelde
11 september 2001: De dag dat de wereld kantelde is de Nederlandstalige versie van een graphic novel geschreven door de Franse journalist Baptiste Bouthier en getekend door de Franse illustratrice Heloïse Chochois. Het oorspronkelijke verhaal (11 septembre, le jour où le monde a basculé) werd voor het eerst gepubliceerd in het Frans in augustus 2021; de Nederlandstalige vertaling verscheen in september 2021.

## Onderwerp
Het verhaal gaat grotendeels over de aanslagen op 11 september 2001, vaak aangeduid als 9/11. Op deze dag vonden een reeks terroristische aanvallen die plaats in de Verenigde Staten. Hierbij zijn er vier vliegtuigen gekaapt door negentien terroristen van Al Qaida.

## Verhaal
Het verhaal wordt verteld door de Franse Juliette, die naar New York vliegt. Tijdens de vlucht denkt Juliette aan hoe ze New York kent van de serie Friends en van die ene dag in 2001. Vanuit haar perspectief wordt het hele verhaal van 11 september 2001 belicht. Naast Juliettes persoonlijke ervaring als kind, wordt er uitgebreid aandacht besteed aan die dag. De lezer wordt meegenomen door veel van de inmiddels iconische beelden. Ook de aanloop naar de invasies in Irak en Afghanistan komen aan bod. Het verhaal eindigt met een bezoek aan Ground Zero.